# Alphonse de Tonti
Pierre Alphonse de Tonti, o  Tonti o Alphonse de Tonty, barone di Paludy (Parigi, verso il 1659 – Canada, 10 novembre 1727), fu un ufficiale francese, di origini italiane che svolse il suo servizio in Canada, ove operò anche come esploratore.
Era figlio di Lorenzo de Tonti, nobile napoletano, già governatore della città di Gaeta, rifugiatosi in Francia, e di Isabella di Lietto. Lorenzo divenne famoso per aver promosso una forma particolare di finanziamento assicurativo, il sistema della tontina, che da lui prese il nome. Alfonso era fratello dell'esploratore Henri de Tonti, che partecipò all'impresa dell'esplorazione del Mississippi condotta da René Robert Cavelier de La Salle ed alla instaurazione della prima colonia nell'Arkansas.
Nel 1701 fu a fianco di Antoine Laumet de La Mothe, Signore di Cadillac nella fondazione della città (oggi statunitense) di Detroit (Michigan) e fu dapprima comandante in seconda del Forte Pontchartrain del Détroit, sotto il Cadillac nel 1705 e comandante effettivo dal 1717 al 1727.

## Biografia
Alphonse de Tonty fu un ufficiale dell'esercito coloniale francese della Nuova Francia (i possedimenti francesi nell'America Settentrionale e Centrale). Egli prestò servizio ai comandi dell'esploratore francese Antoine Laumet de La Mothe, Signore di Cadillac e con lui, nel 1701, fondò la prima colonia europea a Detroit, il Forte Pontchartrain del Detroit, sulle rive dell'omonimo fiume.
Dopo alcuni mesi il Cadillac ed il suo vice Tonty fecero trasferire accanto a loro le rispettive consorti Marie Thérèse Guyon e Marie Anne Picoté de Belestre, rimaste a tutt'oggi nella memoria locale, come le prime dame europee di Detroit e del Michigan.
Numerose denunzie, comprese quelle dei nativi Uroni, condussero al suo licenziamento. Durante una delle sue assenze il comando del forte passò ad uno dei suoi nipoti, Francesco Maria Picoté de Balestre.
Tonty rimase implicato in numerosi scandali ed in attività discutibili prima di essere infine destituito dal comando del forte Pontchartrain. Morì prima di poter ottenere un altro incarico o di poter rientrare in Francia.